# إواكوني (ياماغوتشي)
مدينة إواكوني (بالإنجليزية: Iwakuni)‏ هي أحد المدن التابعة لمحافظة ياماغوتشي. تأسست رسميًا في 20/03/2006. ويقدر عدد سكانها بـ 146885 نسمة حسب تقدير مكتب الإحصاء الياباني لعام 2012. تبلغ مساحة إواكوني 872.71 كم2. بكثافة سكانية تبلغ 168 نسمة/كم2.

## توأمة
لإواكوني (ياماغوتشي) اتفاقيات توأمة مع:
- توتوري

## أعلام
- جون ميتسوي
- تاتسوهيرو نيشيموتو
- شينجي موري
- هيسوك هيروناكا
- شينجي ميكامي
- ناوتو تاجيما

## روابط خارجية
- الموقع الرسمي لمدينة إواكوني
- مكتب الإحصاءات البريطاني